# Pusto Polje
Pusto Polje je vas v Občini Nazarje.